# Кипров, Александр
Александр Александров Кипров (болг. Александър Александров Кипров, 11 сентября 1916, София — 6 июня 2000, там же) — болгарский шахматист и шахматный функционер.
Изучал право в Софийском университете. Работал судьей.
Обратил на себя внимание, когда в 1936 г. смог сделать ничью в сеансе одновременной игры с А. А. Алехиным (в тот момент экс-чемпионом мира).
В составе сборной Болгарии участвовал в двух шахматных олимпиадах.
Позже активно играл по переписке. В 1964 г. победил в заочном чемпионате Болгарии, а позже помог сборной Болгарии завоевать серебряные медали 7-й заочной олимпиады (впереди была только сборная СССР).
Много лет был вице-президентом Болгарской федерации шахмат.

## Спортивные результаты
| Год         | Город                                     | Соревнование                                                    | + | −  | = | Результат | Место         |
| ----------- | ----------------------------------------- | --------------------------------------------------------------- | - | -- | - | --------- | ------------- |
| 1936        | Мюнхен                                    | Неофициальная шахматная олимпиада (сборная Болгарии, 4-я доска) | 2 | 14 | 3 | 3½ из 19  |               |
| 1939        | Буэнос-Айрес                              | VIII Олимпиада (сборная Болгарии, 3-я доска)                    | 2 | 4  | 7 | 5½ из 13  |               |
| 1949        | София                                     | Чемпионат Болгарии                                              |   |    |   |           |               |
| 1964        | Чемпионат Болгарии по переписке           | Чемпионат Болгарии по переписке                                 |   |    |   |           | 1             |
| 1972 — 1976 | 7-й командный чемпионат мира по переписке | 7-й командный чемпионат мира по переписке                       |   |    |   |           | Сборная — 2-я |

## Книги
- Терминология на шахматната игра, изд. „Медицина и физкултура“, София, 1957.
- XV шахматна олимпиада, изд. „Медицина и физкултура“, 1963 (с А. Малчевым и О. Нейкирхом).
- Идеите на шахматните комбинации, изд. 1974.
- Как бихте играли?, изд. „Медицина и физкултура“, София, 1977.
- Да се посмеем, шахматисти, изд. „Медицина и физкултура“, София, 1985.
- 50 години кореспондентен шах в България, изд. „Национален център за шахматна информация“, София, 1990 (с Г. Сапунджиевым и С. Сергиевым).